# Dubinka 2
Dubinka 2 (biał. Дубі́нка 2, ros. Дубинка 2) — wieś na Białorusi w rejonie mohylewskim obwodu mohylewskiego. Wchodzi w skład sielsowietu Padhorje.